# 贵人郭络罗氏
貴人郭絡羅氏（1653—?），姓郭絡羅氏，名布音珠:316。原為正黃旗包衣第一參領第一管領下人，是否為辛者庫人暫不詳，抬旗後為滿洲鑲黃旗人。盛京包衣佐領兼侍郎銜三官保之女。清朝康熙帝之貴人，宜妃之姐。

## 生平
順治十年出生，取名布音珠，滿文寫作「buyenju」，意為喜愛的、希望的、貪愛的 :316。布音珠為宜妃之姐，清史館本《后妃傳》誤稱其為「宜妃妹」。
布音珠原嫁與某氏為妻，後因故寡居。根據康熙朝內務府《奏銷檔》的記載，康熙十六年五月，康熙帝挑選了一批內務府秀女。在這次挑選中，內務府除了將年及十三、十四、十五歲的六百零三位內務府秀女呈報御覽之外，還將八位守寡、離異婦人一並呈報御覽。五月二十五日，康熙帝下達旨意，稱「將守寡婦人八名現即送看」。經過選看之後，八位守寡、離異婦人中只有布音珠被保留下來，康熙帝下旨稱：「將盛京佐領三官保之女及佐領、管領下十五歲、十四歲、十三歲之女子明早選看」。五月二十六日，除了因患病、在屯而無法前來的三十三位女子之外，其餘五百七十位內務府秀女經過乳母、總管內務府大臣噶魯、海拉蓀 、顧太監及太監翟林的初步挑選之後，選出八十九位內務府秀女，讓她們與前一日保留的布音珠一起到康熙帝御前進行挑選。最終，康熙帝選出十四位入宮，即是布音珠與十三位內務府秀女。布音珠的秀女檔案為：「拖爾弼管領盛京佐領三官保之女寡婦，巳年，二十五歲，無瘡、氣味，滿洲」。康熙帝下旨稱：「將此十三名女子及盛京佐領三官保之女布音珠選取，於明早進內」 :316。
目前並不清楚郭絡羅氏入宮後，是否充任過官女子，以及是在何時、以何情況被康熙帝收為後宮主位。康熙十八年（1679年）五月廿七日寅時，生皇六女固倫恪靖公主 （序齒為四公主）。康熙二十二年十一月廿三日子時，生皇子胤䄔（康熙二十三年六月初六日申時夭折，未序齒）。在此之後，郭絡羅氏的情況不明，僅知《玉牒》記她的位分等級為貴人，至於她究竟是康熙帝貴人中的哪一位、在何時去世、奉安於何處，目前均不清楚 :317。康熙四十六年，位分等級在嬪位以下且不明身份的後宮主位有蘇貴人、仙貴人、尹貴人、牛常在、查常在、堯常在、新常在及大答應十人，郭絡羅氏或在其中。

## 備註
1. ↑  「Buyenju」亦可譯作布因珠[2]。